# أوتوم ريسر
أُوتوم ريسَر (بالإنجليزية: Autumn Reeser) (مواليد 21 سبتمبر 1980 في لاهويا، كاليفورنيا، الولايات المتحدة) هي ممثلة أمريكية بدأت مسيرتها الفنية عام 2001. درست في جامعة كاليفورنيا.

## وصلات خارجية
- أوتوم ريسر على موقع IMDb (الإنجليزية)
- أوتوم ريسر على موقع روتن توميتوز (الإنجليزية)
- أوتوم ريسر على موقع ألو سيني (الفرنسية)
- أوتوم ريسر على موقع أول موفي (الإنجليزية)
- أوتوم ريسر على موقع إن إن دي بي (الإنجليزية)
- أوتوم ريسر على موقع ديسكوغز (الإنجليزية)
- أوتوم ريسر على موقع قاعدة بيانات الفيلم (الإنجليزية)
- أوتوم ريسر على موقع كينوبويسك (الروسية)